# Grotte di Ellora
Grotte di Ellora è un complesso situato nello stato del Maharashtra, che è stato, fin da tempi antichi, contemporaneamente centro di pellegrinaggio di 3 grandi religioni: buddismo, brahmanesimo e giainismo. Proprio a questa sua particolarità si deve la fioritura artistica che ne fa una delle maggiori località di architettura rupestre di tutto il subcontinente indiano.
Presso questa località si trova infatti un complesso di ben 34 grotte adibite a templi grazie a scavi nella roccia.
La realizzazione di questi templi copre un periodo che va dal V al X secolo; le grotte numerate da 1 a 12 appartengono alla tradizione buddista, quelle da 13 a 29 all'arte Chalukya di tradizione brahmana e induista (VII-IX secolo), le ultime da 30 a 34 (IX-X secolo) sono invece gianiste.
Tra il gruppo buddista particolare importanza hanno i vihara Do Thal e Tin Thal e il chaitya di Visvakarma.
Del secondo gruppo spiccano i templi Ravanaka-Khai e Dasavatara dedicati rispettivamente a Shiva e a Visnù ma soprattutto il famoso tempio Kailasanatha (o Kailasa) dedicato a Shiva che, costruito con un solo blocco, tenta di rendere visibile all'uomo il sacro Monte Kailash dimora del dio.
Questo tempio, risalente all'VIII secolo, conserva traccia di pitture del tutto simili ai celebri cicli di Ajanta ed agli affreschi di Badami. L'influenza architettonica e il tipo di decorazione plastica del Kailasanatha è riscontrabile anche nel terzo gruppo giainista. È noto anche come Elapura nella letteratura Rashtrakuta Kannada.

## Le grotte buddiste

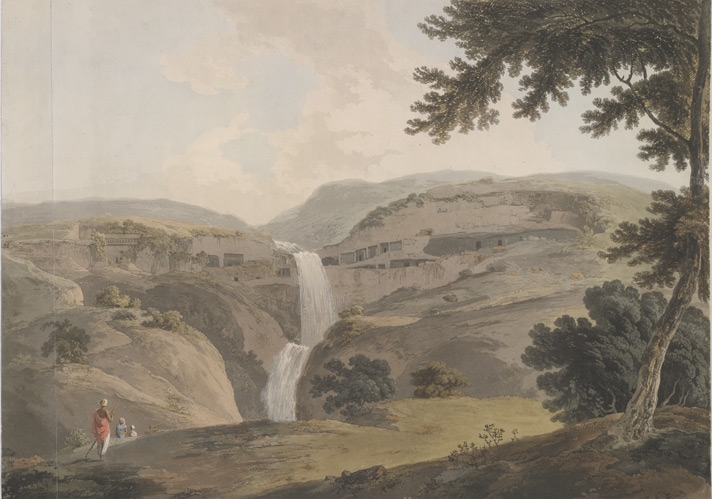
Painting of the mountain of Ellora, by Thomas Daniell (1803).

Inizialmente si pensava che le grotte buddiste fossero tra le strutture più antiche, costruite tra il V e l'VIII secolo in due fasi: la prima fase (400-600) per le grotte da 1 a 5 e la seconda (metà 700-metà 800) per le grotte da 6 a 12. Ora però, per gli studiosi moderni, è chiaro che alcune delle grotte induiste (27,29,21,28,19,26,20,17 e 14) sono precedenti a queste. La più antica grotta buddista è la Grotta 6, seguita dalla 5,2,3,5 (ala destra), 4,7,8,10 e 9. Le Grotte 11 e 12 sono state le ultime. Tutte le grotte buddiste sono state realizzate tra il 630 e il 700.
Queste strutture consistono principalmente in vihara o monasteri: ampi edifici di più piani scavati nelle pendici della montagna, che comprendevano zone abitabili, zone per la notte, cucine e altre stanze. Alcune tra queste grotte-monastero sono provviste di santuari con incisioni di Buddha, bodhisattva e santi. In molte altre grotte, gli scultori si sono sforzati di dare alla pietra l'aspetto del legno.
La più nota tra le grotte buddiste è la Grotta 10, un chaitya (chandrashala) o 'Vishvakarma', comunemente conosciuta con il nome di "Grotta del Carpentiere". Oltre il suo ingresso, su più piani, si apre uno stupa, anch'esso noto come chaitya, il cui soffitto è stato inciso in modo da farlo sembrare realizzato con travi di legno. Nel cuore di questa grotta c'è una statua di 4,5 metri di un Buddha seduto in posizione di preghiera. Tra le altre grotte buddiste, tutte le prime nove (grotte da 1 a 9) sono monasteri. Le ultime due grotte, Do Tal (Grotta 11) e Tin Tal (Grotta 12) si sviluppano su tre piani.

### Grotta 1
La Grotta 1 è un vihara con otto celle, quattro scavate nella parete posteriore e quattro in quella destra. Un tempo era provvista di portico frontale munito di cella. Si ritiene che quest'ultima potesse servire da granaio per altri vihara.

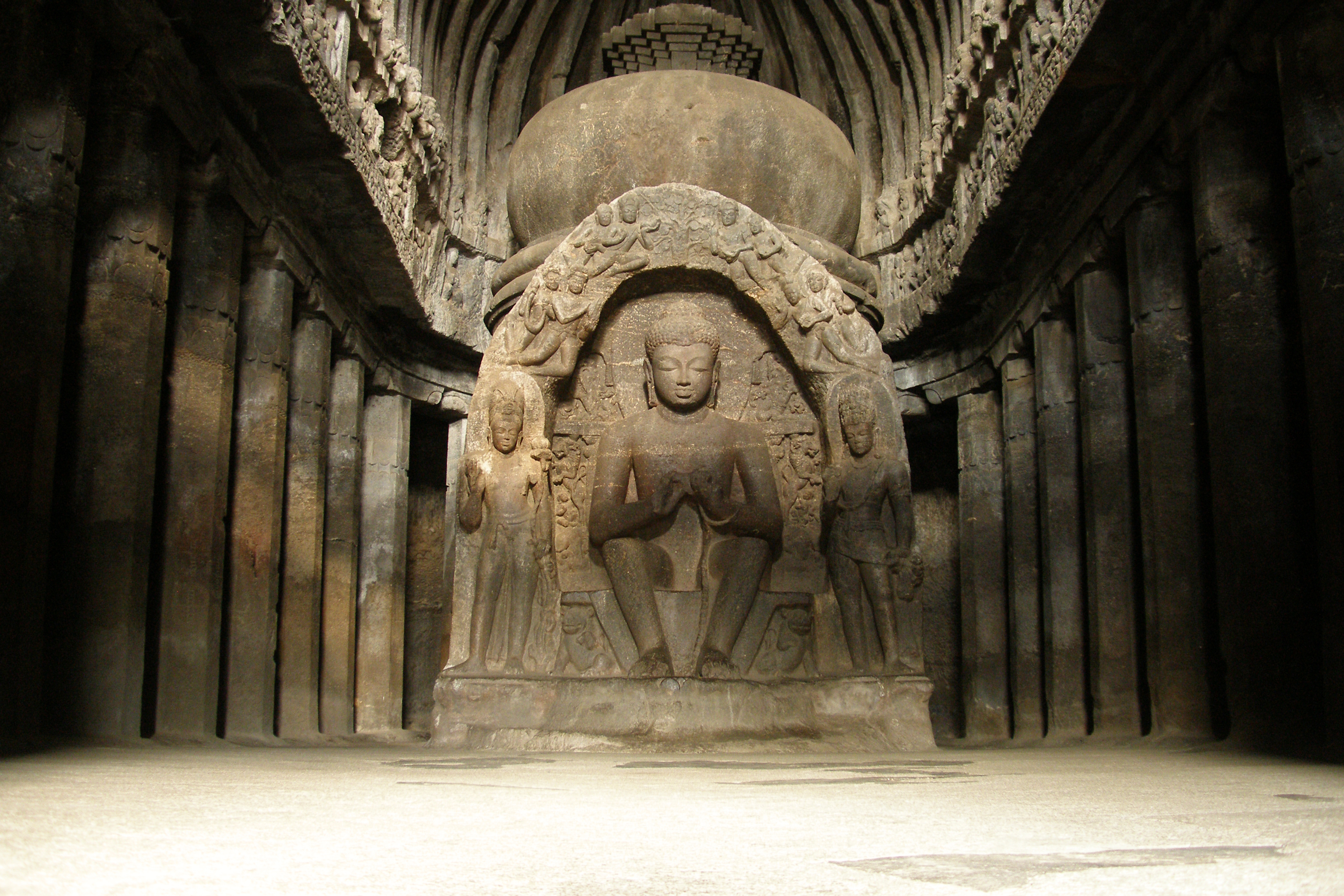
La grotta buddista del "Carpentiere" (Grotta 10)

### Il Vishvakarma
Il Vishvakarma (Grotta 10) è l'unico chaitya tra le grotte del gruppo buddista. È localmente noto come Vishvakarma o Sutar ka jhopda (rifugio del carpentiere). Segue il modello costruttivo delle Grotte 19 e 26 di Ajanta. Basandosi sullo stile, la data di costruzione della grotta viene fatta risalire al 700. Un tempo il chaitya aveva un'alta parete che fungeva da protezione, ora crollata. Sulla parte frontale c'è un cortile scavato nella roccia, al quale si accede tramite una scalinata. Su entrambi i lati si aprono portici su pilastri; anche in questo caso, nelle pareti retrostanti sono state scavate alcune celle. Probabilmente erano state progettate con l'intenzione di inserirvi dei santuari sussidiari, mai completati. Il portico su pilastri del chaitya presenta un piccolo santuario a entrambe le estremità e una singola cella all'estremità della parete retrostante. Le colonne del corridoio presentano fusti massicci a sezione quadrangolare e capitelli ghata-pallava (vaso e foglie). La sala principale è absidata e divisa in navata centrale e navate laterali da 28 colonne ottagonali con capitelli a forcella. Nell'estremità absidata della sala, c'è uno stupa sulla cui parte frontale è stato inciso un colossale buddha seduto di 3,30 m in vyakhyana mudra (posizione di insegnamento). Sul retro è stato invece inciso un Fico sacro (Ficus religiosa). La sala presenta soffitto a volta con travi incise a imitazione di quelle di legno.